# Matteo Gabbia
Matteo Gabbia (Busto Arsizio, 21 ottobre 1999) è un calciatore italiano, difensore del Milan.

## Caratteristiche tecniche
Difensore centrale dalle buone doti fisiche, a livello giovanile veniva spesso utilizzato anche come mediano.

## Carriera

### Club

#### Milan e prestito alla Lucchese
Cresciuto nel settore giovanile del Milan, ha esordito in prima squadra il 24 agosto 2017, a 17 anni, entrando nel secondo tempo della partita del terzo turno preliminare di Europa League vinta per 1-0 sul campo dello Škendija. Questa rimane la sua unica presenza stagionale con la prima squadra, con la quale rimane aggregato pur continuando a giocare con la Primavera.
Il 31 agosto 2018 viene ceduto in prestito alla Lucchese, militante in Serie C. Il successivo 27 settembre segna la prima rete in carriera, nel pareggio casalingo ottenuto contro la Carrarese. Gioca titolare e ottiene 29 presenze in campionato con la squadra toscana.

#### Ritorno al Milan
Nella stagione 2019-2020 fa ritorno al Milan. L'esordio stagionale avviene il 15 gennaio 2020 negli ottavi di Coppa Italia contro la SPAL (3-0), entrando ad otto minuti dal termine al posto di Simon Kjær. Esordisce in Serie A il seguente 17 febbraio, in occasione della sfida vinta 1-0 in casa contro il Torino, subentrando all'infortunato Kjær al 44'. Nella successiva partita, pareggiata 1-1 contro la Fiorentina, parte per la prima volta da titolare venendo rimpiazzato al 74' da Mateo Musacchio. Il 28 febbraio rinnova il suo contratto coi rossoneri sino al 2024. Complici gli infortuni di diversi suoi compagni di reparto, trova spazio nel girone di ritorno e termina la stagione con 9 presenze in campionato.
Trova discreto spazio anche all'inizio della stagione 2020-2021, prima di fermarsi a dicembre a causa di una lesione al ginocchio sinistro.
Nella stagione 2021-2022 ottiene 8 presenze in Serie A e contribuisce, da comprimario, alla vittoria del campionato.
Il 25 ottobre 2022 segna il suo primo gol assoluto sia con la maglia rossonera sia in UEFA Champions League aprendo le marcature nel successo per 4-0 in casa della Dinamo Zagabria.

#### Prestito al Villarreal e secondo ritorno al Milan
Il 26 luglio 2023 Gabbia si trasferisce in prestito al Villarreal, nella massima serie spagnola. Debutta con la squadra della Comunità Valenciana il 18 agosto seguente, nella vittoria esterna per 1-0 in casa del Maiorca. Il 3 gennaio 2024, dopo aver collezionato 13 presenze tra campionato e coppe, il suo prestito al club spagnolo viene interrotto anticipatamente e Gabbia fa ritorno al Milan. Il 3 febbraio segna il suo primo gol in Serie A contro il Frosinone, firmando il momentaneo 2-2 nella partita terminata poi 3-2 per i rossoneri.
Il 18 aprile va a segno anche in Europa League, nella gara di ritorno dei quarti di finale persa per 2-1 in casa della Roma.
Nella stagione successiva, il 22 settembre 2024 segna il gol decisivo per la vittoria per 2-1 nel derby della Madonnina contro l'Inter.

### Nazionale

#### Nazionali giovanili
Nel 2018 con la nazionale Under-19 disputa il campionato europeo Under-19, concluso al secondo posto.
Nel 2019 viene convocato dal CT Paolo Nicolato per il campionato mondiale Under-20 in Polonia, in cui disputa tutte e sette le partite dell'Italia, che chiude il torneo al quarto posto.
Esordisce con la nazionale Under-21 il 6 settembre 2019, nella partita amichevole contro la Moldavia vinta per 4-0 a Catania. Il 12 novembre 2020 è capitano nella vittoria esterna per 2-1 contro l'Islanda, e indossa la fascia anche nella successiva partita vinta per 4-0 contro il Lussemburgo. Nel marzo del 2021 prende parte alla fase a gruppi del campionato europeo Under-21 e dopodiché chiude l'esperienza con gli azzurrini con 7 presenze.

#### Nazionale maggiore
Nell'ottobre del 2024, Gabbia ha ricevuto la sua prima convocazione in nazionale, da parte del CT Luciano Spalletti, in vista di due incontri di UEFA Nations League contro Belgio e Israele.

## Statistiche

### Presenze e reti nei club
Statistiche aggiornate al 24 maggio 2025.
| Stagione        | Squadra         | Campionato      | Campionato | Campionato | Coppe nazionali | Coppe nazionali | Coppe nazionali | Coppe continentali | Coppe continentali | Coppe continentali | Altre coppe | Altre coppe | Altre coppe | Totale | Totale |
| Stagione        | Squadra         | Comp            | Pres       | Reti       | Comp            | Pres            | Reti            | Comp               | Pres               | Reti               | Comp        | Pres        | Reti        | Pres   | Reti   |
| --------------- | --------------- | --------------- | ---------- | ---------- | --------------- | --------------- | --------------- | ------------------ | ------------------ | ------------------ | ----------- | ----------- | ----------- | ------ | ------ |
| 2017-2018       | Milan           | A               | 0          | 0          | CI              | 0               | 0               | UEL                | 1                  | 0                  | -           | -           | -           | 1      | 0      |
| 2018-2019       | Lucchese        | C               | 29+1       | 1+0        | CI-C            | 0               | 0               | -                  | -                  | -                  | -           | -           | -           | 30     | 1      |
| 2019-2020       | Milan           | A               | 9          | 0          | CI              | 1               | 0               | -                  | -                  | -                  | -           | -           | -           | 10     | 0      |
| 2020-2021       | Milan           | A               | 8          | 0          | CI              | 0               | 0               | UEL                | 5                  | 0                  | -           | -           | -           | 13     | 0      |
| 2021-2022       | Milan           | A               | 8          | 0          | CI              | 2               | 0               | UCL                | 0                  | 0                  | -           | -           | -           | 10     | 0      |
| 2022-2023       | Milan           | A               | 12         | 0          | CI              | 1               | 0               | UCL                | 4                  | 1                  | SI          | 0           | 0           | 17     | 1      |
| 2023-gen. 2024  | Villarreal      | PD              | 7          | 0          | CR              | 0               | 0               | UEL                | 6                  | 0                  | -           | -           | -           | 13     | 0      |
| gen.-giu. 2024  | Milan           | A               | 18         | 2          | CI              | 1               | 0               | UEL                | 6                  | 1                  | -           | -           | -           | 25     | 3      |
| 2024-2025       | Milan           | A               | 26         | 2          | CI              | 2               | 0               | UCL                | 6                  | 0                  | SI          | 1           | 0           | 35     | 2      |
| 2025-2026       | Milan           | A               | 0          | 0          | CI              | 1               | 0               | -                  | -                  | -                  | SI          | 0           | 0           | 1      | 0      |
| Totale Milan    | Totale Milan    | Totale Milan    | 81         | 4          |                 | 8               | 0               |                    | 22                 | 2                  |             | 1           | 0           | 112    | 6      |
| Totale carriera | Totale carriera | Totale carriera | 118        | 5          |                 | 8               | 0               |                    | 28                 | 2                  |             | 1           | 0           | 155    | 7      |

### Cronologia presenze e reti in nazionale
| Cronologia completa delle presenze e delle reti in nazionale ― Italia under 21 | Cronologia completa delle presenze e delle reti in nazionale ― Italia under 21 | Cronologia completa delle presenze e delle reti in nazionale ― Italia under 21 | Cronologia completa delle presenze e delle reti in nazionale ― Italia under 21 | Cronologia completa delle presenze e delle reti in nazionale ― Italia under 21 | Cronologia completa delle presenze e delle reti in nazionale ― Italia under 21 | Cronologia completa delle presenze e delle reti in nazionale ― Italia under 21 | Cronologia completa delle presenze e delle reti in nazionale ― Italia under 21 |
| Data                                                                           | Città                                                                          | In casa                                                                        | Risultato                                                                      | Ospiti                                                                         | Competizione                                                                   | Reti                                                                           | Note                                                                           |
| ------------------------------------------------------------------------------ | ------------------------------------------------------------------------------ | ------------------------------------------------------------------------------ | ------------------------------------------------------------------------------ | ------------------------------------------------------------------------------ | ------------------------------------------------------------------------------ | ------------------------------------------------------------------------------ | ------------------------------------------------------------------------------ |
| 6-9-2019                                                                       | Catania                                                                        | Italia under 21                                                                | 4 – 0                                                                          | Moldavia under 21                                                              | Amichevole                                                                     | -                                                                              | 76’                                                                            |
| 16-11-2019                                                                     | Ferrara                                                                        | Italia under 21                                                                | 3 – 0                                                                          | Islanda under 21                                                               | Qual. Europeo Under-21 2021                                                    | -                                                                              |                                                                                |
| 8-9-2020                                                                       | Kalmar                                                                         | Svezia under 21                                                                | 3 – 0                                                                          | Italia under 21                                                                | Qual. Europeo Under-21 2021                                                    | -                                                                              |                                                                                |
| 12-11-2020                                                                     | Reykjavík                                                                      | Islanda under 21                                                               | 1 – 2                                                                          | Italia under 21                                                                | Qual. Europeo Under-21 2021                                                    | -                                                                              | cap. 56’                                                                       |
| 15-11-2020                                                                     | Differdange                                                                    | Lussemburgo under 21                                                           | 0 – 4                                                                          | Italia under 21                                                                | Qual. Europeo Under-21 2021                                                    | -                                                                              | cap. 57’                                                                       |
| 24-3-2021                                                                      | Celje                                                                          | Rep. Ceca under 21                                                             | 1 – 1                                                                          | Italia under 21                                                                | Europeo Under-21 2021 - 1º turno                                               | -                                                                              |                                                                                |
| 30-3-2021                                                                      | Maribor                                                                        | Italia under 21                                                                | 4 – 0                                                                          | Slovenia under 21                                                              | Europeo Under-21 2021 - 1º turno                                               | -                                                                              |                                                                                |
| Totale                                                                         |                                                                                | Presenze                                                                       | 7                                                                              |                                                                                | Reti                                                                           | 0                                                                              |                                                                                |

| Cronologia completa delle presenze e delle reti in nazionale ― Italia under 20 | Cronologia completa delle presenze e delle reti in nazionale ― Italia under 20 | Cronologia completa delle presenze e delle reti in nazionale ― Italia under 20 | Cronologia completa delle presenze e delle reti in nazionale ― Italia under 20 | Cronologia completa delle presenze e delle reti in nazionale ― Italia under 20 | Cronologia completa delle presenze e delle reti in nazionale ― Italia under 20 | Cronologia completa delle presenze e delle reti in nazionale ― Italia under 20 | Cronologia completa delle presenze e delle reti in nazionale ― Italia under 20 |
| Data                                                                           | Città                                                                          | In casa                                                                        | Risultato                                                                      | Ospiti                                                                         | Competizione                                                                   | Reti                                                                           | Note                                                                           |
| ------------------------------------------------------------------------------ | ------------------------------------------------------------------------------ | ------------------------------------------------------------------------------ | ------------------------------------------------------------------------------ | ------------------------------------------------------------------------------ | ------------------------------------------------------------------------------ | ------------------------------------------------------------------------------ | ------------------------------------------------------------------------------ |
| 6-9-2018                                                                       | Łódź                                                                           | Polonia under 20                                                               | 0 – 3                                                                          | Italia under 20                                                                | Elite League Under-20                                                          | -                                                                              |                                                                                |
| 11-10-2018                                                                     | Wesham                                                                         | Inghilterra under 20                                                           | 2 – 1                                                                          | Italia under 20                                                                | Elite League Under-20                                                          | -                                                                              | 46’                                                                            |
| 16-10-2018                                                                     | Crotone                                                                        | Italia under 20                                                                | 1 – 2                                                                          | Portogallo under 20                                                            | Elite League Under-20                                                          | -                                                                              |                                                                                |
| 15-11-2018                                                                     | Sassuolo                                                                       | Italia under 20                                                                | 3 – 3                                                                          | Germania under 20                                                              | Elite League Under-20                                                          | -                                                                              | 53’                                                                            |
| 20-11-2018                                                                     | Katwijk                                                                        | Paesi Bassi under 20                                                           | 3 – 2                                                                          | Italia under 20                                                                | Elite League Under-20                                                          | -                                                                              |                                                                                |
| 21-3-2019                                                                      | Busto Arsizio                                                                  | Italia under 20                                                                | 0 – 1                                                                          | Rep. Ceca under 20                                                             | Elite League Under-20                                                          | -                                                                              |                                                                                |
| 25-3-2019                                                                      | Kriens                                                                         | Svizzera under 20                                                              | 3 – 0                                                                          | Italia under 20                                                                | Elite League Under-20                                                          | -                                                                              | 46’                                                                            |
| 23-5-2019                                                                      | Danzica                                                                        | Messico under 20                                                               | 1 – 2                                                                          | Italia under 20                                                                | Mondiali Under-20 2019 - 1º turno                                              | -                                                                              | 84’                                                                            |
| 26-5-2019                                                                      | Bydgoszcz                                                                      | Ecuador under 20                                                               | 0 – 1                                                                          | Italia under 20                                                                | Mondiali Under-20 2019 - 1º turno                                              | -                                                                              |                                                                                |
| 29-5-2019                                                                      | Bydgoszcz                                                                      | Italia under 20                                                                | 0 – 0                                                                          | Giappone under 20                                                              | Mondiali Under-20 2019 - 1º turno                                              | -                                                                              | 46’                                                                            |
| 2-6-2019                                                                       | Gdynia                                                                         | Italia under 20                                                                | 1 – 0                                                                          | Polonia under 20                                                               | Mondiali Under-20 2019 - Ottavi di finale                                      | -                                                                              |                                                                                |
| 7-6-2019                                                                       | Tychy                                                                          | Italia under 20                                                                | 4 – 2                                                                          | Mali under 20                                                                  | Mondiali Under-20 2019 - Quarti di finale                                      | -                                                                              |                                                                                |
| 11-6-2019                                                                      | Gdynia                                                                         | Ucraina under 20                                                               | 1 – 0                                                                          | Italia under 20                                                                | Mondiali Under-20 2019 - Semifinale                                            | -                                                                              |                                                                                |
| 14-6-2019                                                                      | Gdynia                                                                         | Italia under 20                                                                | 0 – 1 dts                                                                      | Ecuador under 20                                                               | Mondiali Under-20 2019 - Finale 3º posto                                       | -                                                                              | 100’                                                                           |
| Totale                                                                         |                                                                                | Presenze                                                                       | 14                                                                             |                                                                                | Reti                                                                           | 0                                                                              |                                                                                |

## Palmarès

### Club
- Campionato italiano: 1

Milan: 2021-2022
- Supercoppa italiana: 1

Milan: 2024